# Kanton Meyrueis
Meyrueis is een voormalig kanton van het Franse departement Lozère. Het kanton maakte deel uit van het arrondissement Florac. Het werd opgeheven bij decreet van 25 februari 2014 met uitwerking op 22 maart 2015.

## Gemeenten

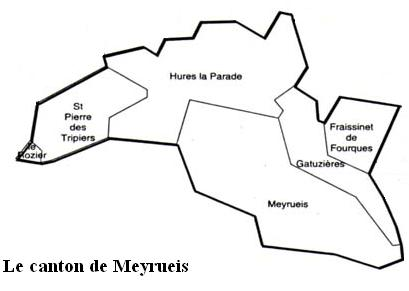
Ligging van gemeenten in het kanton

Het kanton Meyrueis omvatte de volgende gemeenten:
- Fraissinet-de-Fourques
- Gatuzières
- Hures-la-Parade
- Meyrueis (hoofdplaats)
- Le Rozier
- Saint-Pierre-des-Tripiers